# جبال كونلون
جبال كونلون ((بالصينية المبسطة: 昆仑山؛ بالصينية التقليدية: 崑崙山؛ البينيين: Kūnlúnshān)، pronounced [kʰu̯ə́nlu̯ə̌n ʂán]؛ (بالمنغولية: Хөндлөн Уулс)) هي أطول سلسة جبلية في آسيا، حيث تمتد لأكثر من 3000 كم. وفي سياق أوسع، فإنها تشكل الحافة الشمالية لـ هضبة التبت جنوب حوض تاريم وممر قانسو وتمتد جنوب شرق نهر وي وتنتهي عند سهل شمال الصين.
وتتنوع التعريفات الدقيقة لهذه السلسلة تنوعًا ملحوظًا. حيث يستخدم مصدر قديم كونلون ليعني بها الحزام الجبلي الذي يمر عبر وسط الصين، وهو يعني أن كونلون في أضيق المعاني تشير إلى جبال ألتون تاج (Altyn Tagh) وجبال قليان (Qilian Mountains) وجبال تشين (Qin Mountains). ويرى مصدر حديث  أن جبال الكونلون تشكل الجانب الجنوبي من حوض تاريم حتى تصل إلى الجنوب الشرقي لجبال ألتون تاج. ويقول سيما كيان (شيجي (Shiji)، الوثيقة 123) أن الإمبراطور وو قد أرسل بعض الرجال لاكتشاف مصدر النهر الأصفر ثم أطلقوا اسم كونلون على الجبال التي تقع عند مصدره. ويبدو أن الاسم قد نشأ بوصفه موقعًا شبه أسطوري في نصوص شان هاي جينغ (Shan Hai Jing).

## امتداد سلسلة كونلون
فمن هضبة البامير في طاجيكستان، فإنه يمتد شرقًا على طول الحدود بين منطقتي الحكم الذاتي شينجيانغ والتبت وحتى سلاسل الجبال سينو تبتية في مقاطعة تشينغهاي. كما أنها امتدت بطول الحافة الجنوبية لما يعرف الآن باسم حوض تاريم، وصحراء تاكلامكان أو «المنازل المدفونة بالرمال» سيئة السمعة، فضلاً عن صحراء جوبي. وتنبع منها عدد من الأنهار المهمة منها نهر كاراكاش (Karakash River) («نهر اليشم الأسود») ونهر يورونكاش (Yurungkash River) («نهر اليشم الأبيض»)، والذي يمتد عبر واحة كوتان وحتى صحراء تاكلامكان.
ألتون تاج أو سلسلة ألتون هي أحد السلاسل الرئيسية شمال جبال كونلون. نان شان (Nan Shan) أو امتدادها الشرقي جبال قليان هي أحد السلاسل الشمالية الرئيسية الأخرى لجبال كونلون. في حين أن الامتداد الجنوبي الرئيسي هي جبال مين شان (Min Shan). جبال بيان هار (Bayan Har)، هي الفرع الجنوبي من جبال كونلون، وتشكل المستجمعات المائية بين أحواض التجميع لأطول نهرين في الصين وهما نهر يانغتسي والنهر الأصفر.
ويعد آلهة كونلون (7167 م) أعلى جبال سلسلة كونلون شان في منطقة كيريا. في حين أن أركا تاج (جبل القوس) هو مركز سلسلة كونلون شان؛ ويقع أعلى ارتفاعاتها عند منطقة Ulugh Muztagh. وتدعي بعض السلطات أن جبل كونلون يمتد في الشمال الغربي وصولاً إلى جبل كونجور تاج Kongur Tagh (7649 م) وجبل موزتاج أتاMuztagh Ata (7546 م) الشهير. إلا أن هذه الجبال ترتبط فعليًا وبشكل أوثق بمجموعة جبال بامير (جبل ايميون (Mount Imeon) سابقًا).
تشكلت السلسلة الجبلية على الحدود الشمالية للصفيحة السيميرية خلال اصطدامها، في الحقبة المتأخرة من الـ عصر الثلاثي، بقارة سيبيريا، والتي نتج عنه نهاية محيط باليو-تيثيس (Paleo-Tethys).
وتحتوي السلسلة على عدد قليل جدًا من الطرق، وفي مساحتها التي تبلغ 3000 كم لا يمر بها سوى اثنان فقط. وفي الغرب، يقطع الطريق السريع 219 السلسلة في الطريق الذي يمتد من يتشينغ (Yecheng)، وشينجيانغ حتى Lhatse، والتبت. وفي أقصى الشرق، يمر الطريق السريع 109 بين لاسا وجلمود.

### براكين كونلون
واحد مما يزيد عن 70 بركانًا في جبال كونلون هو الأعلى في آسيا، والصين، والثاني في نصف الكرة الشرقي (بعد جبل كيليمانجارو) وواحد من القمم البركانية السبعة، بارتفاع يبلغ 5,808 متر (19,055 قدم) فوق مستوى سطح البحر ()، وقد شهد البركان آخر انفجاراته المعروفة في 27 مايو 1951.

## الأساطير وجبال كونلون
يشيع الاعتقاد بأن جبال كونلون هي الجنة في عقيدة طاوية. وقد قام بالزيارة الأولى إلى هذه الجنة، طبقًا للأساطير، الملك مو (King Mu) (976-922 ق. م.) ملك أسرة زو. إذ من المفترض أنه قد قام باكتشاف قصر اليشم هوانغ دي (Huang-Di)، والإمبراطور الأصفر الأسطوري ومؤسس الثقافة الصينية، والتقى هسي وانغ مو (Hsi Wang Mu) (شي وانغ مو Xi Wang Mu)، كما أن «الروح الأم للغرب» أو ما يطلق عليها عادة «الملكة الأم للغرب»، والتي كانت مركزًا للثقافة الدينية القديمة والتي بلغت ذروتها في مملكة هان، كان لها أصول أسطورية في هذه الجبال.

## الفنون القتالية في كونلون
ترتبط جبال كونلون بعدد من الفنون القتالية المختلفة، كما يعدها البعض مصدرًا بديلاً لفنون داويست القتالية (إذ كان من التقليدي دائمًا أن تُعد وودانغ (Wudang) هي المصدر لها).
وترتبط بعض الأساليب بجبال كونلون منها:
قبضة جبل كونلون وهو أسلوب يرتبط بسلسلة جبال كونلون، وعلى الرغم من التشابهات بين هذا الأسلوب وأسلوب كونلونكوان (Kunlunquan)، بالإضافة إلى أن اسمًا واحدًا من أشكال (قبضة جبل السحابة البيضاء) يوحي بأن هذا الأسلوب قد يكون مرتبط بجبل كونلون في مقاطعة شاندونغ
وقد يكون أسلوب كونلونكوان قد أطلق عليه هذا الاسم أسوة بسلسلة جبال كونلون، أو باسم جبل كونلون في مقاطعة شاندونغ.

## معرض الصور

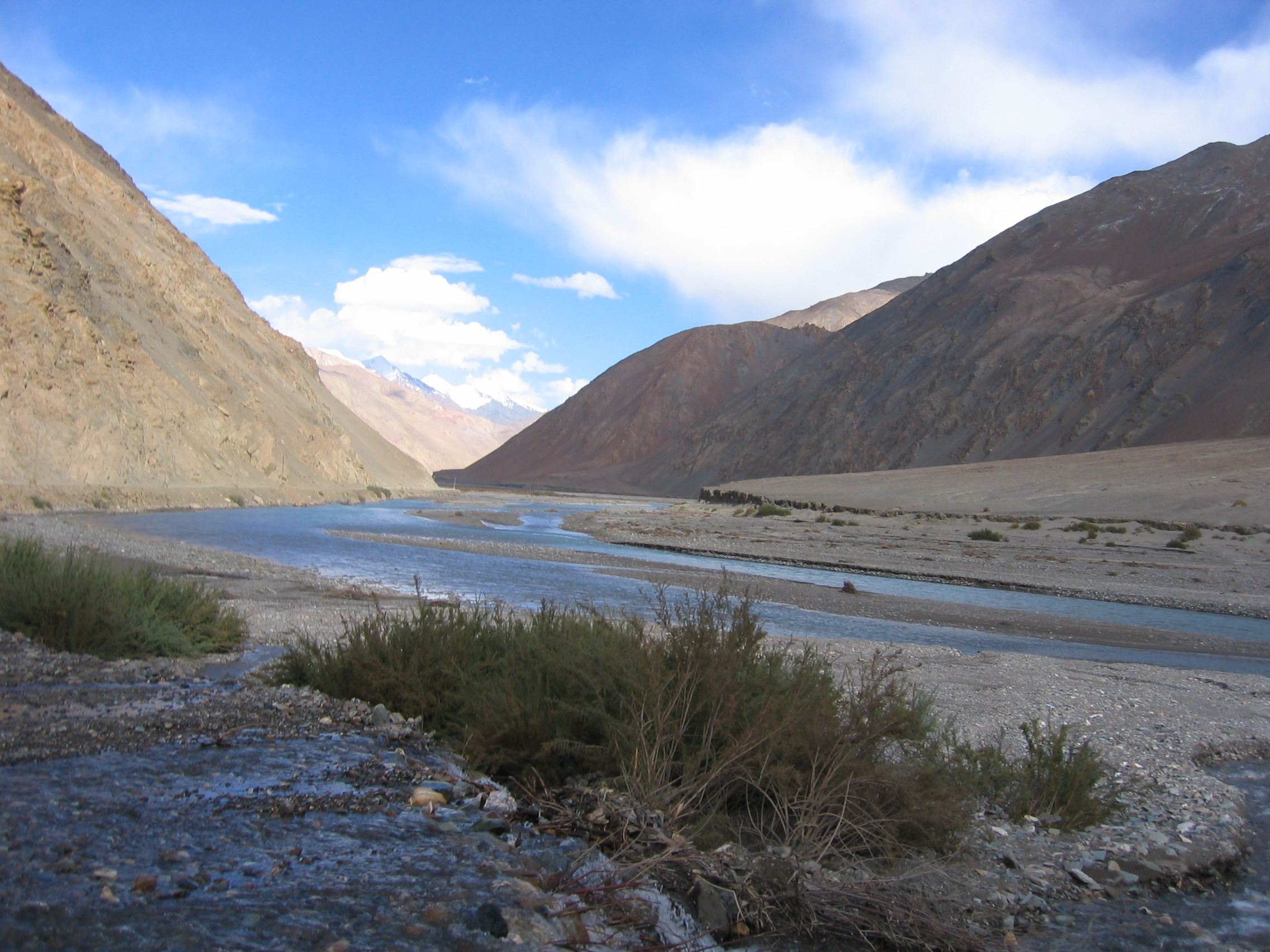
نهر كاراكاش في جبال كونلون شان الغربية، منظر من طريق التبت شيناجيانج السريع
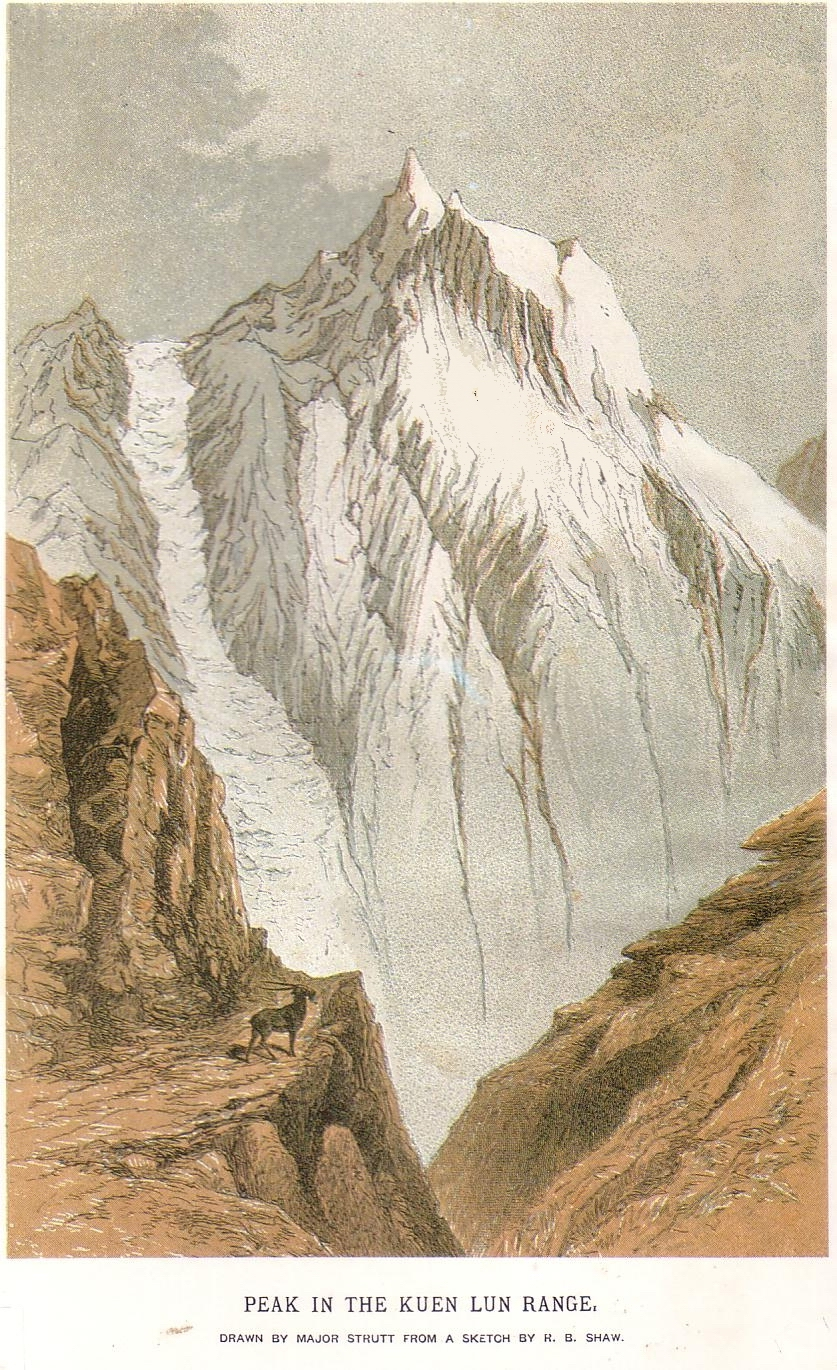
أحد قمم سلسلة جبال كونلون
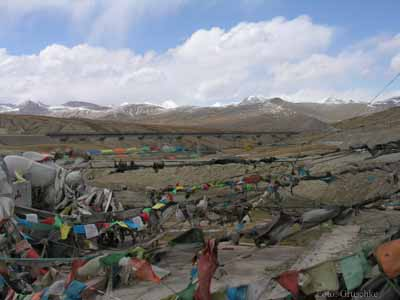
طريق كونلون
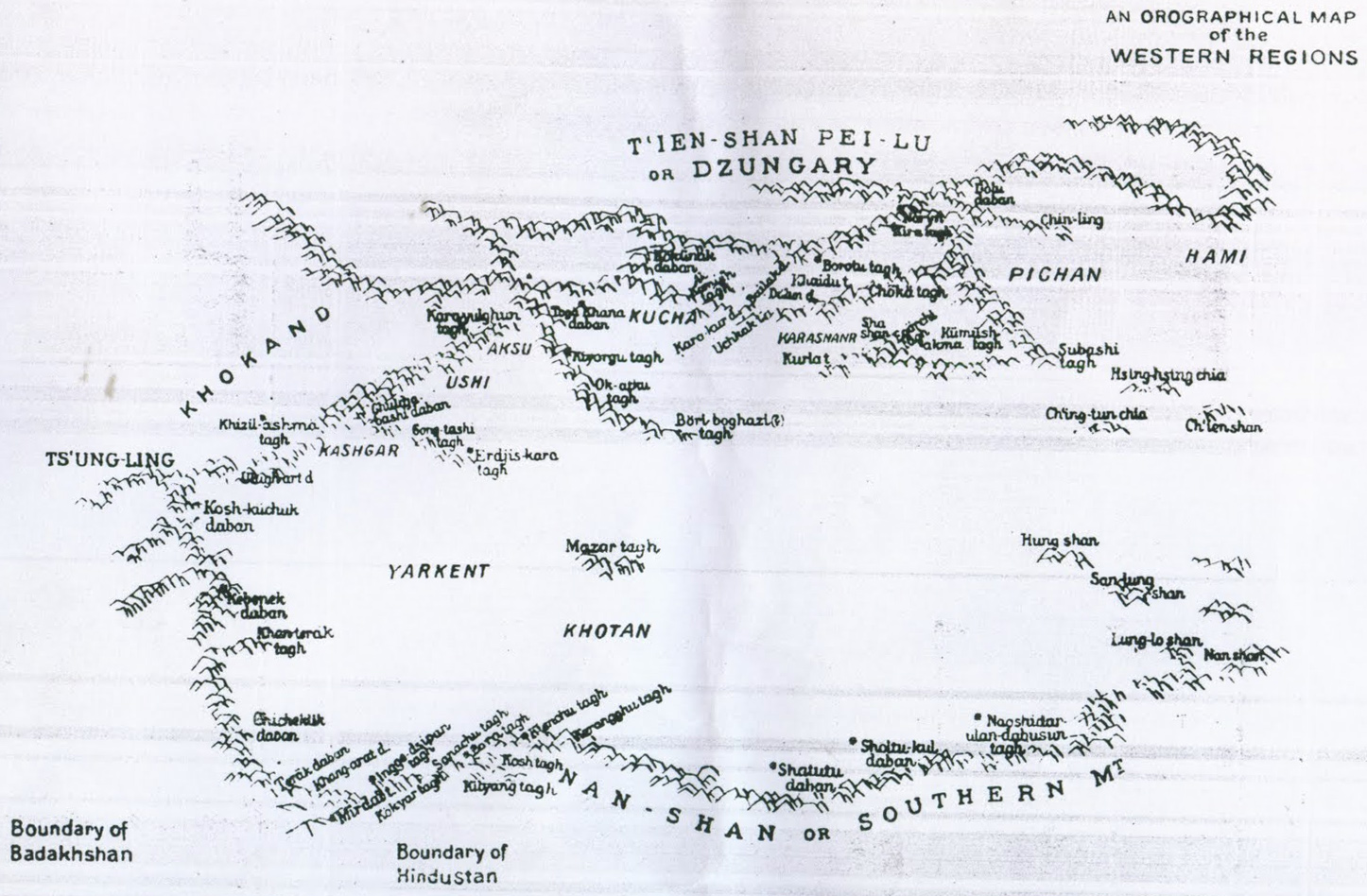
"خريطة تضاريسية للمناطق الغربية". خريطة للمناطق الغربية ملحقة بتقارير Hsi-yu-tu-chih، والتي جُمعت بناءً على أوامر صادرة من الإمبراطور تشين-لونج (Chien-lung) عام 1762. وطبقًا للتقرير الصادر عن حكومة الهند، "توضح الخريطة أن سينكيانج (Sinkiang) امتدت في الجنوب وحتى سلسلة كوين لون (Kuen Lun)". أعيد إنتاج الخريطة المذكورة سابقًا في إصدار الحكومة الهندية، أطلس الحدود الشمالية للهند صفحة 20.

## كتابات أخرى
- Munro-Hay, Stuart Aksum. Edinburgh: University Press. 1991. ISBN 0-7486-0106-6

## وصلات خارجية
- China Tibet Information Centre
- Worldwildlife.org description
- Chinaculture.org